# Le Vagabond (film, 1993)
Pour plus de détails, voir Fiche technique et Distribution.
Le Vagabond (赤腳小子, Chik geuk siu ji) est un film d'arts martiaux hongkongais réalisé par Johnnie To et sorti en 1993 à Hong Kong. C'est une reprise du film Disciples of Shaolin (1977) de Chang Cheh,.
Il totalise 3 973 198 HK$ de recettes au box-office.

## Synopsis
Après la mort de son père, le pauvre et analphabète Kwan Fung-yiu (Aaron Kwok) se rend dans la capitale provinciale pour chercher refuge auprès de Tuen Ching-wan (Ti Lung), un ami de son défunt père, et travaille dans une fabrique de teinture, le « Tisserand des quatre saisons ». La situation politique dans la capitale est tendue. En tant que membre de l'élite mandchoue, Hak Wo-po (Kenneth Tsang), propriétaire de la fabrique textile Tin Lung, domine la ville et met en place un tripot où il envoie ses ouvriers se battre avec ceux du « Tisserand des quatre saisons ». Le nouveau magistrat Yuen Tin-yau (Cheung Siu-fai) et son instructeur Mr Wah (Paul Chun) veulent éliminer Hak, mais n'ont pas suffisamment de preuves pour le traduire en justice. Plus tard, Tin-yau rencontre Pak Siu-kwan (Maggie Cheung), la propriétaire du « Tisserand des quatre saisons » et la fille de Wah, Lin (Jacklyn Wu). Il est ensuite révélé que Tuen est un fugitif ayant changé de nom, s'étant caché à l'usine de teinture pour éviter d'être arrêté et s'amourachant de Pak. Fung-yiu et Lin développent également un lien mutuel après un incident.
La fabrique textile Tin Lung a toujours été inférieure au « Tisserand des quatre saisons ». Désirant se venger, Hak met le feu à la fabrique adverse pour libérer sa colère. Fung-yiu se rend au tripot où ont lieu des combats mais est trompé par Hak et tue le père de son ami. Fung-yiu devient de plus en plus confus. Il révèle également la véritable identité de Tuen qui est recherché par les autorités. Tuen tombe dans une embuscade de Hak, avale du poison avant de mourir criblé de flèches. Fung-yiu tente de le sauver, mais il est déjà trop tard.

## Fiche technique
- Titre original : 赤腳小子
- Titre français : Le Vagabond
- Titre international : The Bare-Footed Kid (« L'Enfant aux pieds nus »)
- Réalisation : Johnnie To
- Scénario : Yau Nai-hoi
- Photographie : Horace Wong
- Montage : Wong Wing-ming
- Musique : William Wu
- Production : Mona Fong
- Société de production : Cosmopolitan Film
- Société de distribution : Newport Entertainment
- Pays d'origine :  Hong Kong
- Langue originale : cantonais
- Format : couleur
- Genre : arts martiaux
- Durée : 90 minutes
- Dates de sortie :
  -  Hong Kong : 3 avril 1993

## Distribution
- Aaron Kwok : Kwan Fung-yiu
- Ti Lung : Tuen Ching-wan
- Maggie Cheung : Pak Siu-kwan
- Jacklyn Wu : Wah Wong-lin
- Paul Chun : Mr Wah
- Kenneth Tsang : Hak Wo-po
- Cheung Siu-fai : le magistrat Yuen Tin-yau
- Wong Yat-fei (en) : Kuei
- Tin Ching : l'employé de Pak
- Wong San : l'employé endetté de Pak
- Chu Tit-wo : Hung Chun-tin
- Benny Lai : le garde de la ville
- Johnny Cheng : le garde de la ville
- Yuen Ling-to : Pui
- Cheng Ka-sang : le garde du corps de Hak
- Leung Kai-chi : un travailler à la fabrique Tin Lung
- Hau Woon-ling : Sam Ku, la femme menant la marche nuptiale
- Jacky Cheung Chun-hung : un aide du magistrat Yuen
- So Wai-nam : un aide du magistrat Yuen
- Kent Chow : un aide du magistrat Yuen
- Kong Miu-deng : un homme de Hak
- Mak Wai-cheung : un homme de Hak
- Huang Kai-sen : un homme de Hak
- Chan Min-leung : Chan
- Chan Man-hiu : le vendeur de chaussures
- Ng Wui (en) : le propriétaire de la vache
- Kam Lau : le propriétaire du magasin
- San Tak-kan : le passager du bateau
- Kai Cheung-lung : le passeur
- Adam Chan
- Kwan Yung
- Jameson Lam